# Kamal Khudaverdiyev
Kamal Aghahuseyn oglu Khudaverdiyev (en azerí: Kamal Ağahüseyn oğlu Xudaverdiyev; Bakú, 3 de mayo de 1938 - Bakú, 23 de abril de 2008) fue un actor de teatro y de cine de Azerbaiyán, galardonado con el título "Artista del pueblo de la República de Azerbaiyán" en 1991.

## Biografía
Kamal Khudaverdiyev nació el 3 de mayo de 1938 en la ciudad de Bakú. Después de graduarse de la universidad, él empezó a trabajar en el Teatro Académico Estatal de Drama de Azerbaiyán. 
Además del teatro, el actor interpretó muchos personajes en las representaciones de la Televisión Estatal de Azerbaiyán y diferentes personajes en las películas realizadas por el estudiode cine Azerbaijanfilm en diferentes años.
Kamal Khudaverdiyev falleció el 23 de abril de 2008 en la ciudad de Bakú.

## Premios y títulos
- Artista de Honor de la RSS de Azerbaiyán (1982)
- Artista del pueblo de la República de Azerbaiyán (1991)[3]